# Dasineura lathyricola
Dasineura lathyricola är en tvåvingeart som först beskrevs av Ewald Rübsaamen 1890.  Dasineura lathyricola ingår i släktet Dasineura och familjen gallmyggor. Inga underarter finns listade i Catalogue of Life.